# Hall (architecture)
Pour les articles homonymes, voir Hall.

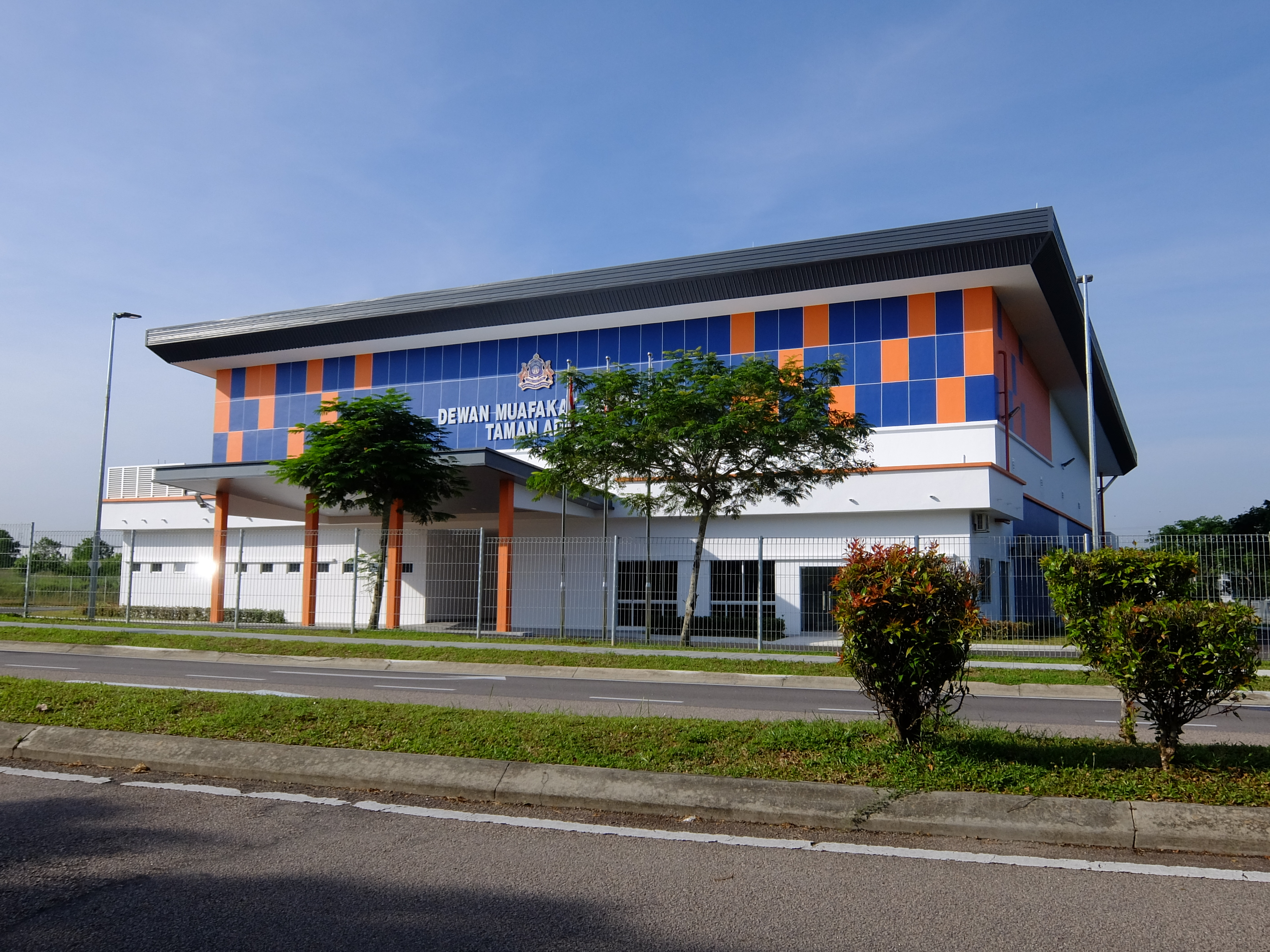
Hall.

Le hall (anglicisme du XVIIe siècle venant du français halle) est une grande salle servant d'entrée dans les habitations individuelles et collectives, ou d'espace de dégagement dans les édifices recevant du public (hall de gare, d'aéroport, d'hôtel ou d'exposition).
Dans un appartement, le hall d'entrée est aussi synonyme de vestibule.
Les gares ferroviaires et routières sont souvent dotées d'un hall, permettant l'attente de l'arrivée ou du départ d'une ligne régulière.